# Paul Neumann
Paul Neumann (13 de junho de 1875 – 9 de fevereiro de 1932) foi um nadador austríaco judeu. Ele participou dos Jogos Olímpicos de Verão de 1896, em Atenas, sendo o primeiro campeão olímpico da Áustria.
Nascido em Viena, ao tempo do Império Austro-Húngaro, Neumann competiu nas provas dos 500 e 1200 metros livre. Ele venceu os 500 metros com um tempo de 8:12.6. A prova dos 1200 metros ele não finalizou.